# Närhisaari (ö i Mellersta Finland)
Närhisaari är en ö i Komujärvi i Finland. Den ligger i sjön Komujärvi och i kommunen Viitasaari i den ekonomiska regionen  Saarijärvi-Viitasaari och landskapet Mellersta Finland, i den centrala delen av landet, 300 km norr om huvudstaden Helsingfors. Öns area är 2,1 hektar och dess största längd är 320 meter i sydöst-nordvästlig riktning.